# Primarna stolnica v Bogoti
Metropolitanska stolnica bazilika in primarna cerkev Kolumbije ali bolj znana kot Catedral Basílica Metropolitana de Bogotá y Primada de Colombia, uradno Santo Templo Catedral Basílica Metropolitana y Primada de la Inmaculada Concepción de María y San Pedro (Sveti tempelj metropolitanska stolnica bazilika Brezmadežnega spočetja in svetega Petra) je rimskokatoliška stolnica v Bogoti v Kolumbiji, posvečena Brezmadežnemu spočetju in svetemu Petru. Stavba v neoklasicističnem slogu stoji na Plaza de Bolívar v Bogoti, glavnem mestu države.
Stolnica je sedež metropolitanega nadškofa Bogote in primasa Kolumbije, ki ga je papež Leon XIII. priznal s častnim naslovom primasa Kolumbije z odlokom konsistorijske kongregacije z dne 7. novembra 1902.  Je tudi sedež kapitlja Metropolitan in Parroquia de la Catedral Basilica Metropolitana de Bogotá San Pedro.
Tempelj je zasnoval Domingo de Petrés in je bil zgrajen med letoma 1807 in 1823 na istem mestu, kjer so bili prej postavljeni trije drugi templji, ki so zaporedoma služili kot stolnice v mestu. Zaradi zgodovinskega pomena, arhitekturne in kulturne vrednosti je bil z odlokom 1584 z dne 11. avgusta 1975 razglašen za nacionalni spomenik.

## Zgodovina
Španski osvajalci Savane Bogotá, misijonar Domingo de las Casas, je 6. avgusta 1538 daroval prvo sveto mašo v skromni kapelici iz šibja in slamnate strehe in pred praporom, ki stoji na stolnici na mestu, kjer so bili položeni prvi kamni za gradnjo cerkve. Španci so kraj imenovali Gospa upanja (Nuestra Señora de la Esperanza).
Leta 1553 je bila na pobudo duhovnika Juana de los Barriosa sprejeta odločitev za izgradnjo templja iz opeke na istem mestu, po zasnovi Cabilda (sveta), ki je na razpisu izbral Baltasarja Díaza in Pedra Vásqueza, ki sta se povezala z zidarjem Juanom Reyem, s proračunom 1000 pesov. Leta 1560 se je po porabi več kot 6000 pesov in na predvečer otvoritve zrušila streha stavbe. Kljub temu ji je 11. septembra 1562 papež Pij VI. podelil naslov stolnice.
Dvanajst let pozneje je Juan de los Barrios, prvi mestni nadškof, prinesel na svojih ramenih prvi kamen za novo stolnico in tako dal zgled vsem svojim spremljevalcem in vernikom, ki so za njim uspeli shraniti veliko količina kamnov za njeno gradnjo. Dela so se začela 12. marca 1572 na istem mestu, pod enakimi pogoji kot prejšnja, torej s tremi ladjami, vendar z dodatnim detajlom, v katerem so bile dozidane štiri kapele, ki tvorijo križ.
Dela so dosegla vrhunec leta 1590, pokrili so glavno kapelo in oboke, vendar so štiri stranske kapele in tri ladje ostale še v gradnji, do leta 1678 je bil dokončan stolp. Ta nova cerkev, tretja stavba stolnice, je bila znana po bogastvu bogoslužja in glasbeni kapeli. 12. julija 1785 se je v mestu zgodil močan potres, ki je stavbo močno prizadel, zaradi česar je bila leta 1805 sprejeta odločitev, da jo delno porušijo.
Nekaj let po izgonu jezuitov iz Kolumbije je bilo sklenjeno, da se cerkev sv. Ignacija da v službo kot vicestolnica, ki se je imenovala Vice-stolnica San Carlos (v čast kralja Carlosa III.) in stoji le pol ulice stran od Plaza.
V začetku 19. stoletja je bil po imenovanju kanonika Fernanda Cayceda y Flóreza, nadškofa metropolita Bogote, za arhitekta obnove stolnice imenovan kapucinski brat Domingo de Petrés, na katerega je močno vplival prevladujoč neoklasicističen trend v tistem času in je postal slog obnove cerkve. Domingo, španskega porekla, sin zidarja, ki je prispel v Santafé de Bogotá leta 1792, da bi opravljal svoje delo kot arhitekt, je začel delo na novi stolnici 11. februarja 1807. Velja za enega najbolj reprezentativnih arhitektov Novega kraljestva Granada, med drugim je delal Astronomski observatorij Bogotá, baziliko Marije rožnega venca Chiquinquirá, stolnico Santísima Trinidad, San Antonio de Padova in Nuestra Señora de la Asunción de Zipaquirá, metropolitansko stolnico baziliko Santa Fe de Antioquia, stolnico Marije rožnega venca Facatativá in stolnico San Miguel Arcángel v Guaduasu.
Ko je leta 1811 Domingo umrl, je bila gradnja notranjosti stolnice končana. Preostala dela je vodil Nicolás León, ki jih je uspel zaključiti 19. aprila 1823. Istega leta je bila stolnica posvečena. Stolnico je papež Leon XIII. z odlokom konzistorijalne kongregacije z dne 7. novembra 1902 priznal s častnim naslovom primasa Kolumbije.
Leta 1943 je španski arhitekt Alfredo Rodríguez Orgaz usmerjal spremembe fasade po prvotnih načrtih Dominga de Petrésa. Večje spremembe so bile izvedene ob mednarodnem evharističnem kongresu leta 1968 in obisku papeža Pavla VI.. Prezbiterij je bil razširjen do transepta,  pod kupolo je bil nameščen oltar.

## Opis
Stolnica je sestavljena iz tlorisa klasične bazilike v obliki latinskega križa in zavzema površino 5300 kvadratnih metrov; ima pet ladij: glavno in dve stranski ladji enako visoki ter drugi dve ladji s kapelami. Ima tudi glavni oltar in 16 kapel: 8 v južni ladji, 8 v severni ladji in čelno v glavni ladji, ki jo dopolnjujeta kor in dve zakristiji. Lanterna in kupola sta nad križnim kvadratom. Notranja poslikava ladij in kapel je bela, oboki pa imajo v sredini rozete.
Portal je razdeljen na dva dela. Prvi je sestavljen iz osmih korintskih pilastrov, ki segajo do arhitrava, friza in venca dorskega reda; drugo telo je jonskega reda in ga krasi osem pilastrov. Tri skulpture, ki jih je izdelal Juan de Cabrera, krasijo zgornji del vsakih vrat: severna vrata sv. Petra, južna vrata sv. Pavla in pročelje Brezmadežnega spočetja z dvema angeloma na obeh straneh v položaju, ki Marijo kronata; nad slednjim je fasada zaključena z enakokrakim trikotnikom, ki ga krasijo vdolbine, jonske letve in nad njim dvokraki papeški križ, pod kipom, na prekladi glavnih vrat, na marmorni lončeni beli barvi je napis: »Pod naslovom in pokroviteljstvom Brezmadežnega spočetja Marije bo verni Santafé uspeval. Leto MDCCCXIV. Arhitekt Fray Domingo de Petrés, kapucin.« Stolpa, obnovljena po potresu leta 1827, sta visoka 52 metrov in se kot zvonik začneta od glavnega venca, vsak je sestavljen iz treh delov z odprtinami na vseh štirih straneh v zgornjem delu za zvonove in v srednjem delu; južni stolp je posvečen sveti Barbari, severni stolp, posvečen svetemu Emigdiju, ima uro. Glavna vrata, izdelana v 16. stoletju, so visoka 7,20 metra in široka 3,60 metra, krasita jih dva samostojna pilastra v obliki kaneliranih stebrov jonskega reda, katerih kapiteli se končajo na vencu frontisa in predstavljajo vratna trkala, zapahe, zatiče in okovje iz brona iz španskega litega železa in pet salamandrov v solvierju. Stranska vrata so visoka 5,60 m in široka 2,80 m. Atrij meri 110 metrov v dolžino in je bil zgrajen med letoma 1631 in 1664, leta 1815 je bil podaljšan do kapele Sagrario, leta 1842 je bil okrašen in podaljšan do južnega konca trga, leta 1913 pa je bil kot vogal zaokrožen, da bi olajšali zavoj tramvaja.

## Galerija
- Notranjost stolnice
- Fasada
- Krstilnica
- Orgle
- Notranjost kupole
- Glavni oltar
- Prižnica
- Katedra
- Kapela Nuestra Señora del Topo y Sagrario
- Oltar Inmaculada Concepción
- Sarkofag in nagrobnik Mons. Bernardo Herrera Restrepo
- Severna vrata
- Stolpa v ozadju gore
- Kapela Nuestra Señora del Topo